# Romulea bulbocodium
Espèce
Classification APG III (2009)
La Romulée bulbocode, Iris de Provence ou Romulée à bulbe (Romulea bulbocodium) est une espèce de plantes herbacées bulbeuse appartenant à la famille des Iridaceae et au genre Romulea.

## Usages alimentaires
Selon l'ethnobotaniste François Couplan (2009), le bulbe de R. bulbocodium est ou a été parfois consommé. Cette espèce croît en climat méditerranéen, mais en France on le trouve aussi sur le littoral atlantique gascon et dans certaines îles. 
Sur l’île d'Yeu, et en Espagne, il est parfois mâché (pour son goût de noisette) ;